# Hạt sồi

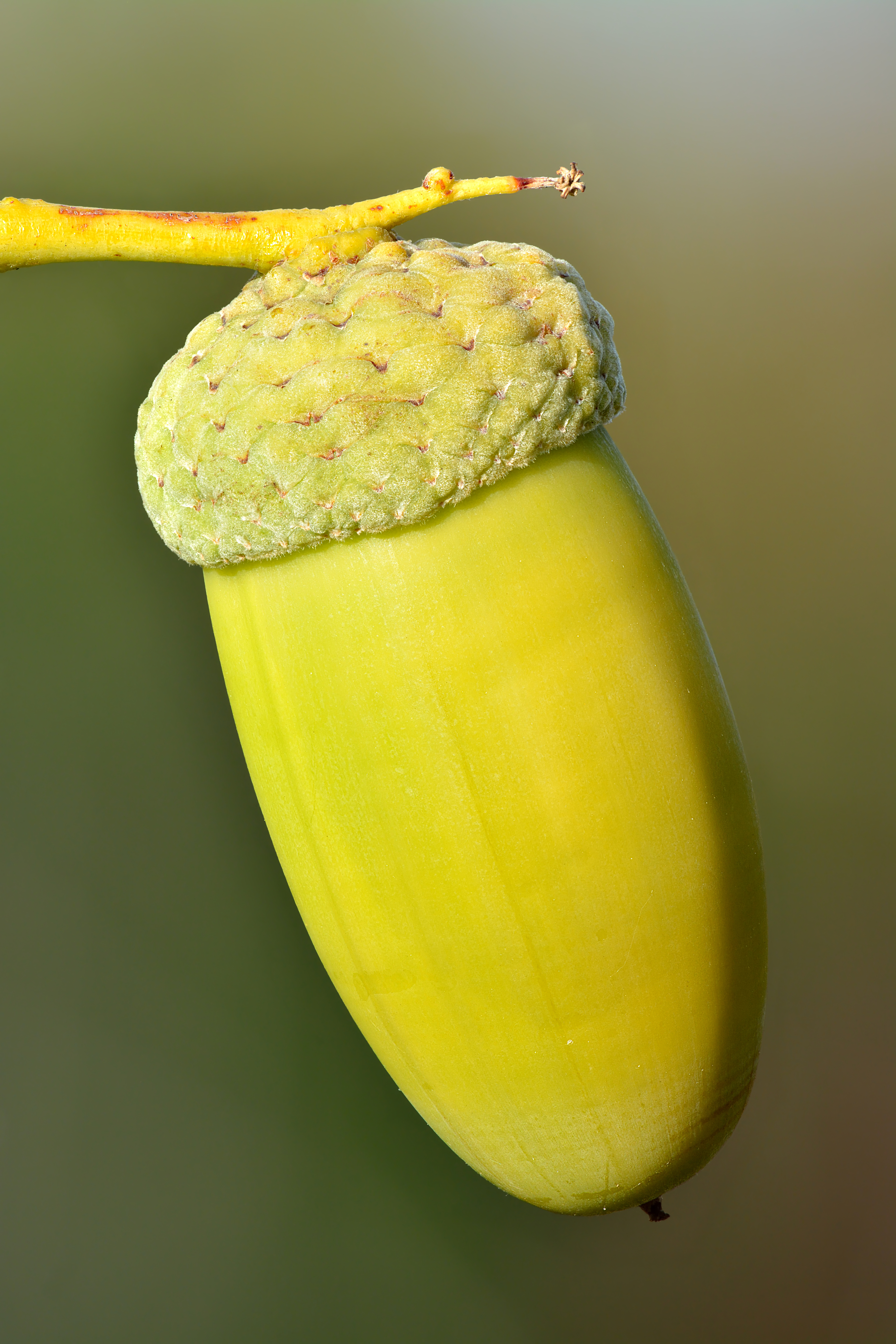
Hạt của cây sồi Anh

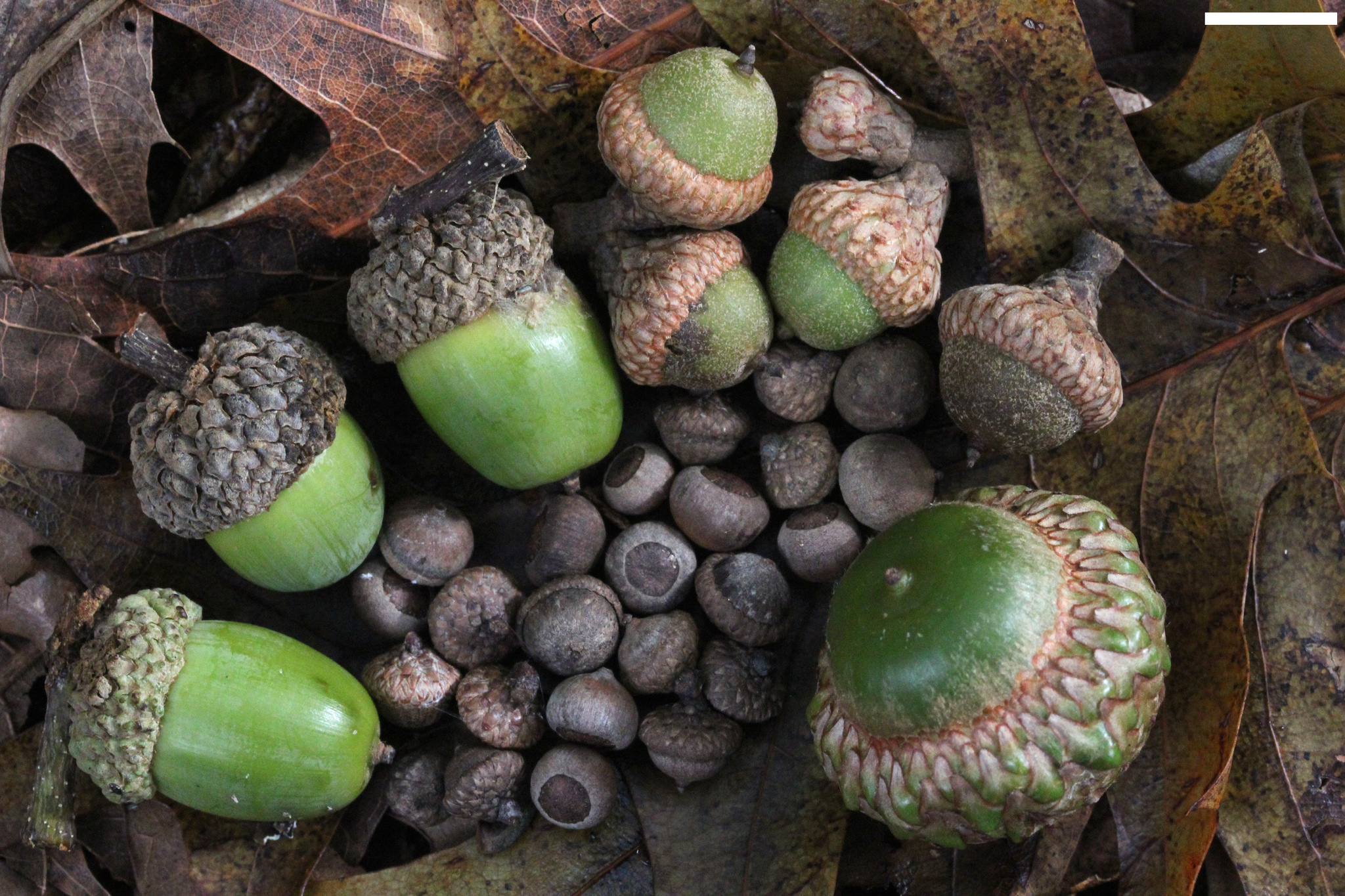
Những hạt sồi nhiều kích cỡ của các loài sồi liễu (Quercus phellos), sồi đỏ phương nam (Quercus falcata), sồi trắng (Quercus alba), sồi đỏ (Quercus rosalia) chụp tại vùng phía nam hạt Greenville, bang South Carolina, Mỹ. Thanh đo góc trên bên phải dài 1 cm.

Hạt sồi là hạt (quả kiên) của cây sồi và các loài họ hàng gần với nó trong các chi Quercus và Lithocarpus, họ Fagaceae. Mỗi hạt thường chứa một hạt phôi giống (hoặc hai), bọc trong một lớp vỏ cứng. Hạt sồi dài khoảng 1 – 6 cm, rộng khoảng 0,8 – 4 cm và mất khoảng 5 đến 24 tháng tùy loài để đạt tới thời điểm trưởng thành.

## Sử dụng
Hạt sồi trước đây từng là nguồn lương thực chính trong các nền văn hóa với khả năng để lâu mà không bị hỏng. Một số cộng đồng dân tộc cũng sáng tạo ra các phương pháp chiết xuất hạt sồi kèm công cụ chuyên dụng và truyền lại cho thế hệ sau này. Tuy vậy con người hiện đã thay thế nguồn thức ăn bằng ngũ cốc và hiện không còn coi loại hạt này là thực phẩm quan trọng nữa, ngoại trừ một số cộng đồng người Mỹ bản địa và Hàn Quốc.
Các nghiên cứu đã chỉ ra rằng những người thuộc tầng lớp hạ lưu trong xã hội Hy Lạp cổ đại và người Nhật Bản thời Jōmon trước đây thường ăn hạt sồi. Theo sử gia Strabo, đây cũng là lương thực chính của người vùng bán đảo Iberia. Nhà tự nhiên học Gaius Plinius Secundus đánh giá loại hạt này còn có thể dùng để làm ra bánh mì.
Đối với người thổ dân châu Mỹ, nhất là khu vực California, hạt sồi là một món ăn truyền thống và được sử dụng từ lâu đời. Một nhà nghiên cứu sinh thái học của dân bản địa Yurok và Karuk (hai nhóm thổ dân nơi đây) cho biết ông có thể dùng hạt này nấu thành súp, ăn kèm với cá hồi nướng, huckleberry và tảo biển.